# Пол Вайтмен
Пол Семюел Вайтмен (28 березня 1890, Денвер, штат Колорадо, США — 29 грудня 1967, Дойлстаун, штат Пенсільванія) — американський керівник групи, композитор, керівник оркестру.

## Біографія
Вайтмен народився в Денвері, штат Колорадо, США. Він походив з музичної родини: його батько, Вільбурфорс Джеймс Вайтмен був керівником музики Денверських державних шкіл протягом п'ятдесяти років, а його мати Ельфріда (уроджена Даллісон) була колишньою оперною співачкою. Його батько наполягав на тому, щоб Пол вивчив скрипку, але юнак вибрав альт. Вайтмен був протестантом шотландського, ірландського, англійського та голландського походження хоча в інтерв'ю з Майклом Лассером він зазначений як єврей.
Вайтмен проживав на фермі коней неподалік села Роузмонт, штат Делавер, округ Хантердон, штат Нью-Джерсі, з 1938 по 1959 рік. Після продажу ферми аграрію Ллойду Вескотту, Вайтмен переїхав до Нової Надії, штат Пенсільванія, на решту років.
Він помер від серцевого нападу 29 грудня 1967 року в Дойлстауні, штат Пенсільванія, у віці 77 років. 

## Творчість
Як керівник однієї з найпопулярніших танцювальних колективів у США в 1920-х — початку 1930-х років, Пол Вайтмен випускав надзвичайно успішні записи, і в повідомленнях преси його часто називали «королем джазу». Вайтмен керував зазвичай великим ансамблем і досліджував багато музичних стилів, таких як поєднання симфонічної музики та джазу.
Вайтмен записав багато джазових композицій та поп-стандартів за свою кар'єру, зокрема «Блюз Ван Ван», «Рапсодія в блакитному», «Чудовий», «Гарячі губи (у нього гарячі губи, коли він грає на джазі)», «Люкс у Міссісіпі» тощо. Його популярність згасла в епоху свінг-музики середини 30-х років. Він повернувся в 1950-х роках завдяки власному мережевому телесеріалу Пола Вайтмена, який тривав три сезони. Пол також проводив шоу-конкурс талантів ABC 1954 року «На набережній з Полом Вайтменом».
Місце Вайтмена в історії раннього джазу є дещо суперечливим. Недоброзичливці припускають, що його вишукано оркестрована музика була джазовою лише за назвою, не має імпровізаційної та емоційної глибини жанру, і прийняли рішення про новації чорношкірих музикантів. Захисники відзначають, що Вайтмен захоплювався джазом справді. Він працював з чорношкірими музикантами настільки, наскільки це було можливо в епоху расової сегрегації. Його колективи включали багатьох найбільш шанованих білих музикантів епохи, а його групи чудово обробляли джаз як частину більшого репертуару.
Критик Скотт Янов заявляє, що оркестр Вайтмена «справді грав дуже хороший джаз. Його танцювальна група використовувала деяких технічно найдосвідченіших музикантів епохи у різноманітному шоу, що включало все, від поп-мелодій та вальсів до напівкласичних творів та джазу. Багато його записів перевидавались неодноразово.»
У автобіографії Дюк Елінгтон заявив: «Пол Вайтмен був відомий як король джазу, і ще ніхто не наблизився до того титулу з більшою впевненістю та гідністю».

## Кар'єра
Майстерність Вайтмена на альті допомогла отримати місце в Денверському симфонічному оркестрі в 1907 році. До симфонічного оркестру Сан-Франциско приєднався в 1914 році. У 1918 році Вайтмен керував оркестром військово-морських сил США. Після війни він створив оркестр Пола Вайтмена.
Він керував популярним танцювальним колективом у місті. У 1920 році він переїхав зі своєю групою до Нью-Йорка, де вони почали запис. Популярність цих записів призвела до національної слави. З 3 листопада 1920 року він почав використовувати назву «Пол Вайтмена та його оркестр».
Вайтмен став найпопулярнішим керівником групи того десятиліття. Більшість танцювальних колективів складалося з шести-десяти чоловіків, Вайтмен керував більш значною групою, яка охоплювала до 35 музикантів. До 1922 року Вайтмен вже контролював близько 28 ансамблів на Східному узбережжі і заробляв понад 1 000 000 доларів на рік.
У 1926 році Пол Вайтмен був на гастролях у Відні (Австрія), коли у нього взяв інтерв'ю молодий амбіційний репортер газети на ім'я Біллі Вайлдер, який також був шанувальником групи Вайтмена. Вайтмену сподобався молодий Вайлдер і він взяв його з групою до Берліна, де Вайлдер зміг встановити більше зв'язків у сфері розваг, що призвело до того, що він став сценаристом і режисером, врешті-решт опинившись в Голлівуді.
Вайтмен підписав контракт із Columbia Records у травні 1928 року, покинувши лейбл у вересні 1930 року, коли він відмовився від скорочення заробітної плати. Він повернувся до RCA Віктор між вереснем 1931 і березнем 1937.
У 20-х роках ЗМІ називали Вайтмена «королем джазу». Вайтмен наголосив на тому, як він прийшов до усталеного стилю джазової музики, а також організував її композицію та стиль по-своєму.
Хоча більшість джазових музикантів та шанувальників вважають імпровізацію найважливішим для музичного стилю, Вайтмен вважав, що жанр можна вдосконалити, організувавши найкраще з нього, отримавши офіційні письмові аранжування. Едді Кондон критикував його за спробу «зробити леді» з джазу. Записи Вайтмена були популярні в критичному та комерційному плані, а його стиль джазу часто був першим джазом, який багато американців чули протягом епохи. Вайтмен написав понад 3000 аранжувань. Вайтмен найняв для своєї групи багатьох найкращих джазових музикантів, включаючи Бікса Бейдербекке, Френкі Трумбауера, Джо Венуті, Едді Ленга, Стіва Брауна, Майка Пінгіторе, Гассі Мюллера, Вілбура Холла, Джека Тігардена, та Банні Беріган. Він заохочував майбутні афроамериканські музичні таланти і планував найняти чорношкірих музикантів, але його керівництво переконало його, що це знищить його кар'єру через расову напругу та американську сегрегацію того часу.
Він створив музику для шести бродвейських шоу та продемонстрував понад 600 фонографних записів. Його запис «Валенсії» Хосе Паділли очолював хіт-паради протягом 11 тижнів, починаючи з 30 березня 1926 р., ставши рекордом № 1 1926 р.
У 1942 році Вайтмен розпочинає запис для Capitol Records, співзасновником якого є автори пісень Бадді ДеСільва та Джонні Мерсер та власник музичного магазину Гленн Валліч. Записи Вайтмена та його оркестру «Я знайшов нову дитину» та «Генерал стрибнув на світанку» були першим синглом лейбла. Ще одним помітним записом Capitol Records, який він зробив, є " Trav'lin Light " 1942 року за участю Біллі Холідей.
Незважаючи на те, що Пол віддавав пріоритет виступам на сцені в 1920-х роках, Вайтмен брав участь у деяких ранніх престижних радіопрограмах. 4 січня 1928 року Вайтмен та його трупа знялися у загальнонаціональній радіостанції NBC, спонсорованій Dodge Brothers Automobile Co. та відомій під назвою «Час Перемоги» (програма представила новий автомобіль Dodge «Victory Six»). На той час це було найпоширеніше підключення, яке коли-небудь робилося. Уілл Роджерс виступив у ролі MC і приєднався до програми із Західного узбережжя, а Аль Джолсон прийшов з Нового Орлеана.

## Нагороди та відзнаки
- У 2006 році увійшов у Залу слави Греммі оркестр Пола Вайтмена. Пісня була записана 1 березня 1928 року в Нью-Йорку.
- У 1998 році в Залі слави Греммі був записаний «Шепіт» 1920 року Пола Вайтмена.
- Запис Пола Вайтмена у 1927 році «Рапсодії в блакитному», «електричної» версії, був представлений в Залі слави Греммі в 1974 році
- Він був прийнятий в Зал слави біг-бенду та джазу в 1993 році.

Він був нагороджений двома зірками на Голлівудській алеї слави за записом на Голлівудському бульварі 6157 та за радіо на Голлівудській вулиці 1601 Вайн-стріт.
- У нього було дві пісні, перераховані в Національному реєстрі звукозаписів, перша була внесена до списку у 2003 р. Другою була пісня «Шепіт», яка була внесена до списку у 2020 році.
- 16 квітня 2016 року Пола Вайтмена ввели до Зали слави музики Колорадо.